# 강계아사
강계아사(江界衙舍)는 조선민주주의인민공화국 자강도 강계시에 위치한 건축물이다.

## 개요
1663년에 지은 뒤 1888년에 개축되었다. 조선의 강계부사(江界府使)가 북방의 방어사를 겸하고 있으면서 집무하던 관아건물이었던 것을 보수해 현재는 역사박물관으로 사용하고 있다.